# Dry Tavern
Dry Tavern est une census-designated place située dans le comté de Greene, dans le Commonwealth de Pennsylvanie, aux États-Unis. Sa population, qui s’élevait à 697 habitants lors du recensement de 2010, est estimée à 683 habitants au 1er juillet 2020.